# كنيسة سان فرانثيسكو (كاسترو)
كنيسة سان فرانثيسكو  (بالإسبانية: Iglesia de San Francisco) هي كنيسة رومانيّة كاثوليكيّة تقع في مدينة كاسترو في تشيلي. تم تشييدها عام 1567 عندما كان أرخبيل تشيلوي لايزال جزءًا من ممتلكات التاج الإسباني، حيث تمثّل اندماجًا بين الثقافة اليسوعيّة الأوروبيّة ومهارات الشعوب الأصليّّة وتقاليدها، وهي مثال على ثقافة المستيزو.
تُعتبر كنيسة سان فرانثيسكو واحدة من أقدم الكنائس التقليديّة في تشيلوي، والتي بقيت سليمة تقريبًا من عصر البعثة اليسوعيّة.

## الحماية
تُعتبر هذه الكنيسة واحدة من 16 كنيسة خشبية فريدة تم إدراجها على قائمة التراث العالمي التابعة لليونيسكو في عام 2000 تحت مسمى كنائس تشيلوي. كما قامت جامعة تشيلي، ومؤسسة كنائس تشيلوي الثقافية، وغيرها من المؤسسات بجهود كبيرة للحفاظ على هذه المنشآت التاريخيّة.

## صور

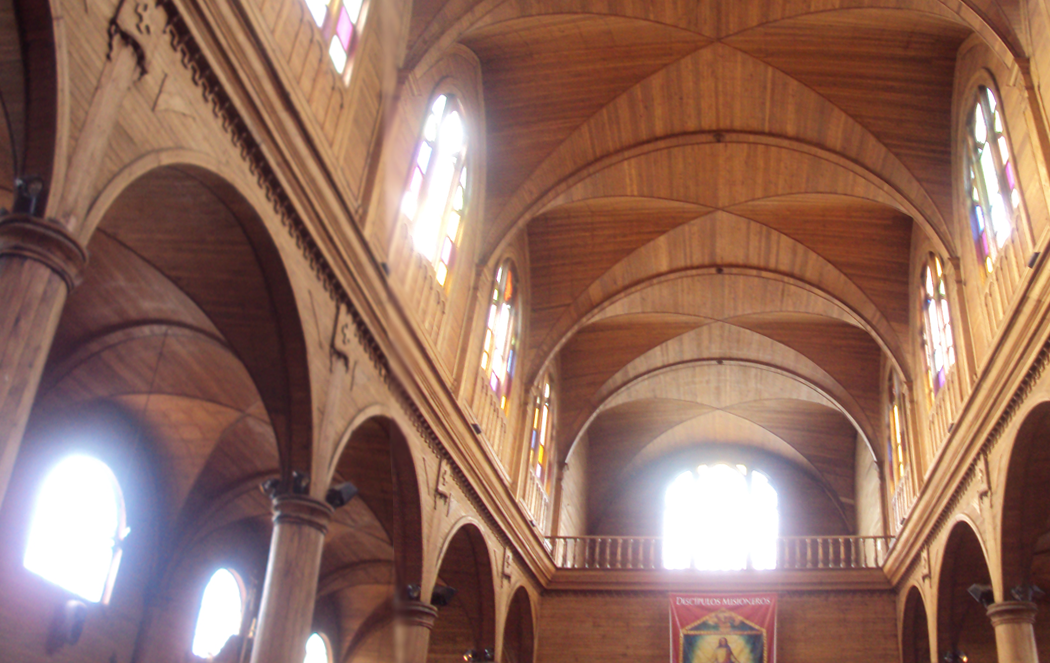
السقف الخشبي للكنيسة
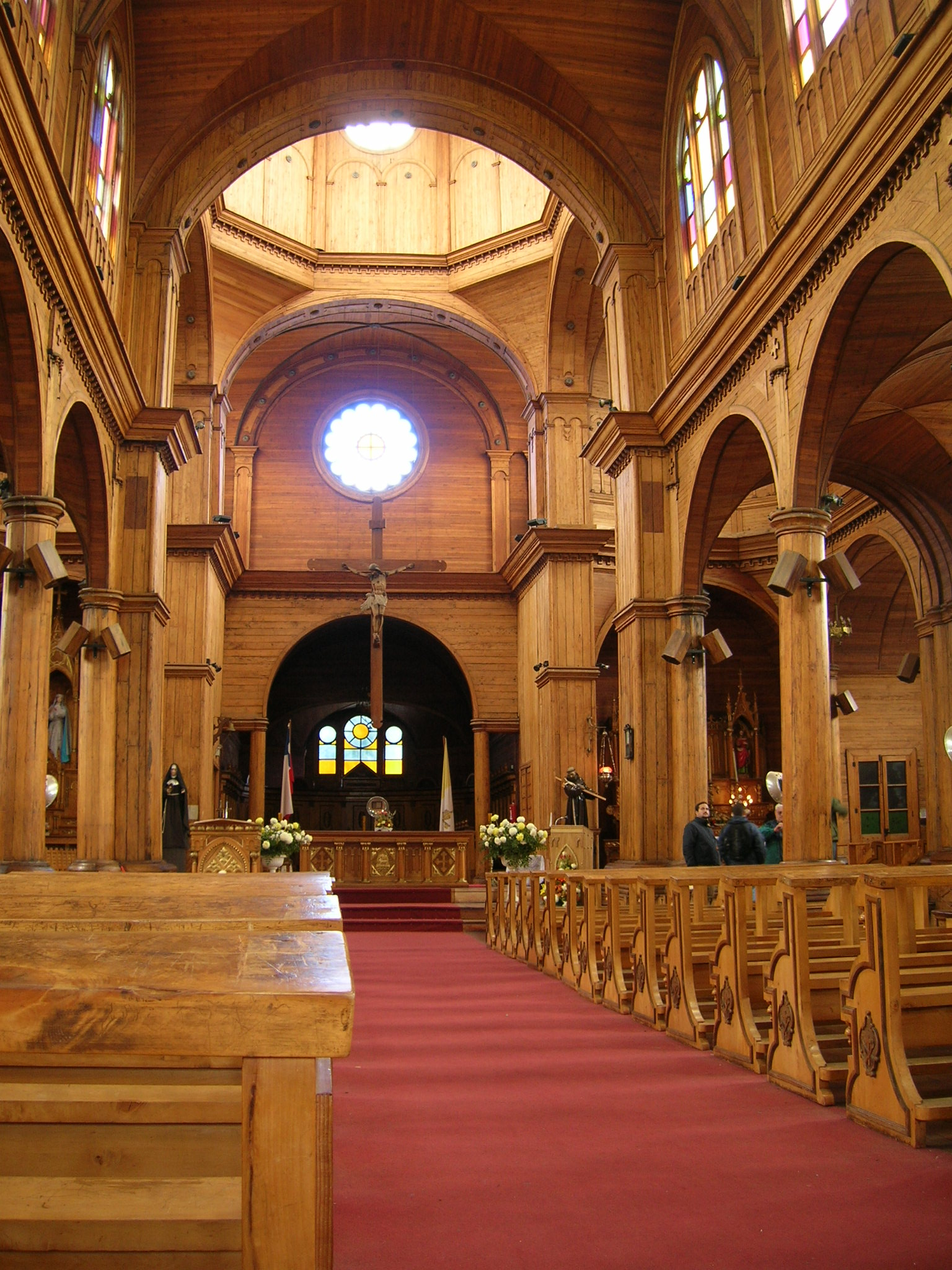
الكنيسة من الداخل
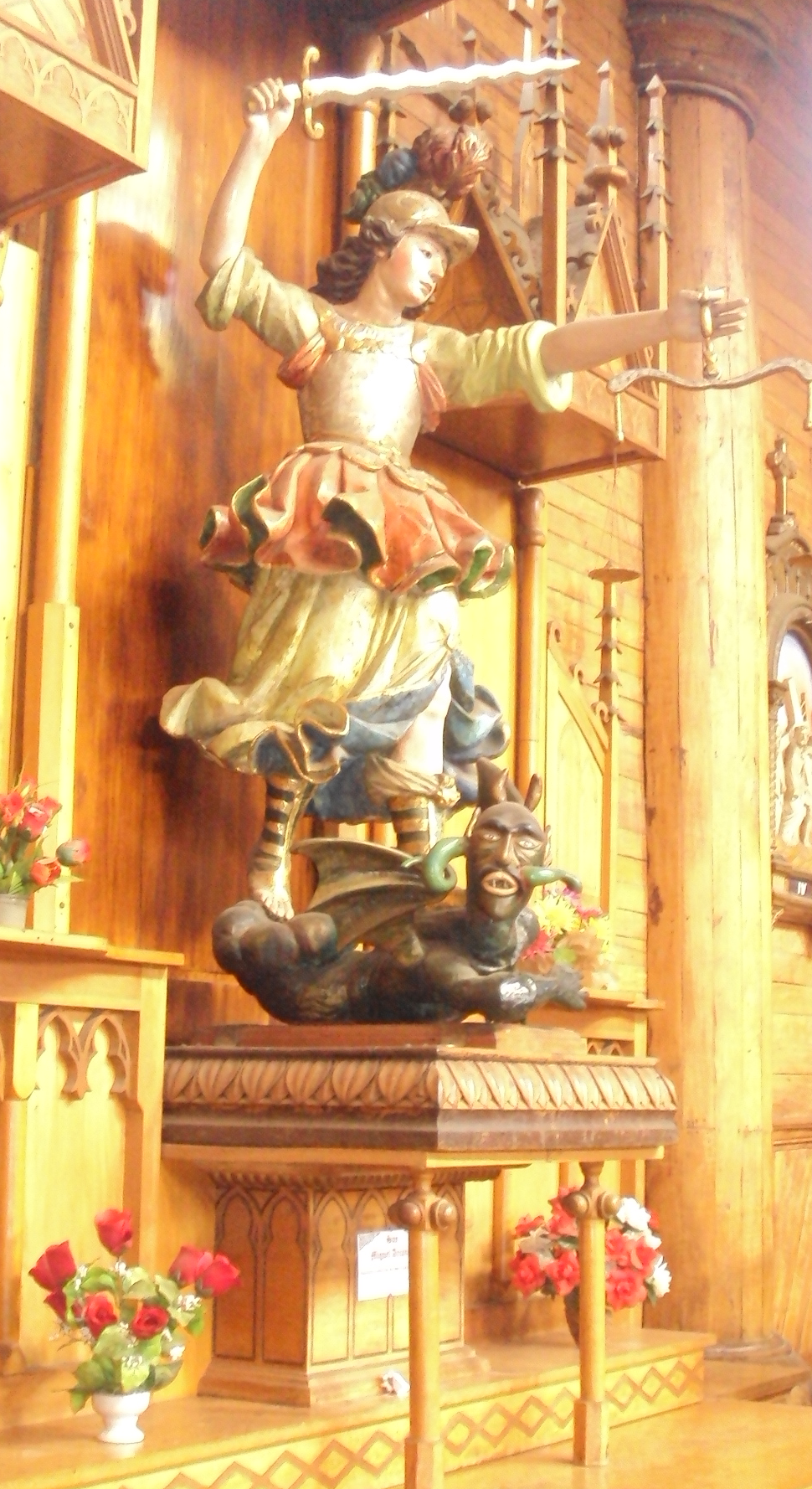
مذبح الكنيسة

## الموقع
تقع كنيسة سان فرانثيسكو ضمن بلدية كاسترو (التي يقع فيها أيضًا كنيسة سانتا ماريا دي ريلان، كنيسة سيدة جراثيا دي نيركون، وكنيسة تشيلين)، شرق أرخبيل تشيلوي.